# イヌツゲ
イヌツゲ（犬柘植、学名: Ilex crenata var. crenata）は モチノキ科の常緑小高木。山地に生え、よく植栽にもされる。葉は小形で実は黒い。

## 分布と生育環境
日本では本州（青森県十和田湖畔以南）、四国、九州に分布し、日本国外では韓国の済州島が知られる。山地に自生する。

## 特徴
常緑広葉樹の低木から時に高木になり、高さはふつう2 - 3メートル (m) であるが、15 mに達する場合もある。枝は灰褐色で、ほぼ滑らかで大きな裂け目やや割れ目はない。新しい樹皮は皮目が目立つ。よく分岐し、一年枝ははじめ緑色で短毛がある。
葉は互生し、1.5 - 3センチメートル (cm) の小さな楕円形で、厚みがある革質でのっぺりとしたつやがある。葉縁には丸い鋸歯がある。
花期は6 - 7月頃で、雌雄異株である。葉腋に白い小さな花を咲かせる。果実は秋に黒く熟し、径6 - 7ミリメートル (mm) ほどある。
冬芽は小さな円錐形で芽鱗に包まれて先端が尖り、枝先や葉の付け根につく。葉痕は半円形で維管束痕が1個つき、両肩に托葉痕がある。
他に、押し葉標本にして乾燥させると葉が黒くなる、という野外での同定には役に立たない特徴もある。
名前に「ツゲ」が付くが、ツゲ（ツゲ科）とは科が異なり、全くの別植物である。ツゲは葉を対生するが、イヌツゲは互生である点で識別できる。

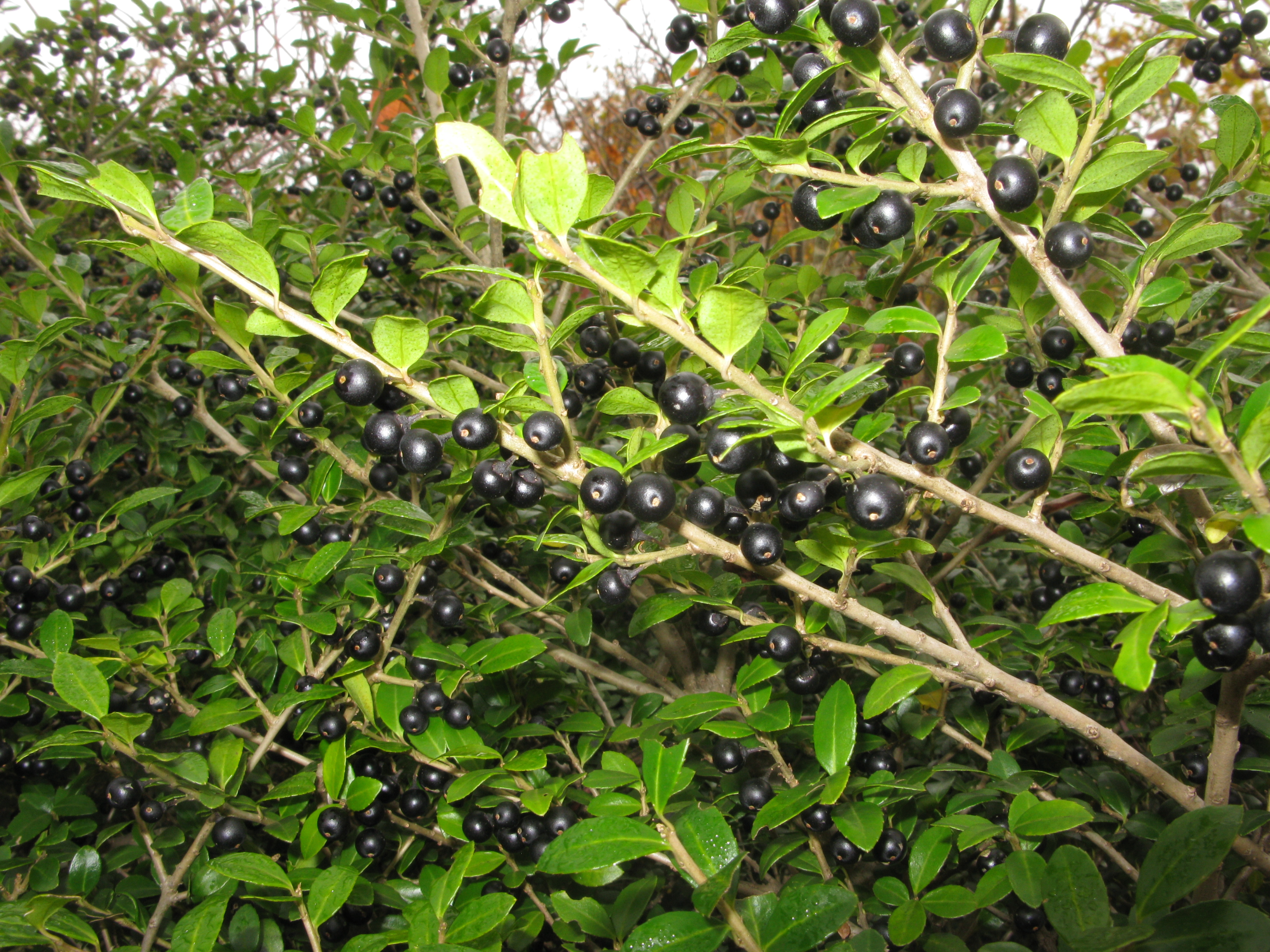
果実は黒く熟す。

## 下位分類
変異が多く、品種として名付けられているものに、ハハキイヌツゲ f. fastigiate、ホソバイヌツゲ f. longifolia、ナガエイヌツゲ f. longipedunculata、フイリイヌツゲ f. luteovariegata、シダレイヌツゲ f. pendula、マンキチイヌツゲ f. tricocca およびキミイヌツゲ f. watanabeana がある。

マメイヌツゲについては後述する。
変種としては以下のようなものがある。
- ハイイヌツゲ var. radicans (Nakai) Murai：本州から北海道の寒地の湿地に生え、茎の基部が這う。
- ツクシイヌツゲ var. fukasawana Makino：葉がやや大きくて薄く、やや細長く、枝に稜がある。四国と九州南部、伊豆諸島と中国に分布する。
- ハチジョウイヌツゲ var. hachijoensis Nakai：基本種と区別しない考え方がある。

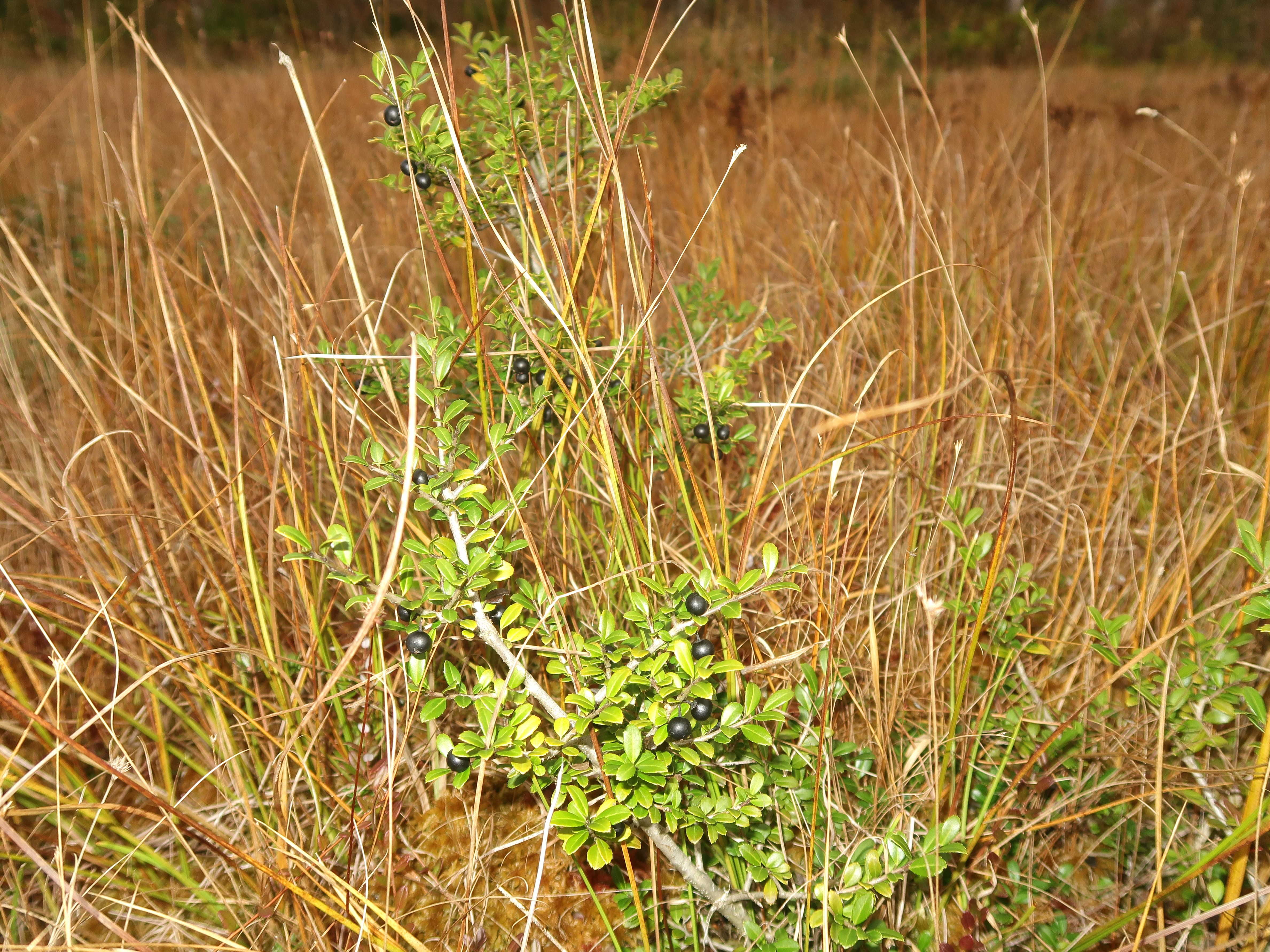
果実期のハイイヌツゲ、湿原で10月下旬。

同属には他にもあるが、多くはより葉が大きく、赤い実のなるもので、似たものは少ない。やや似ているのは九州南部から琉球列島と台湾に分布するムッチャガラ Ilex maximowicziana Loes. var. kanehirae (Yamam.) T.Yamaz. である。より枝が細く葉も長く、全体にすんなりした姿をしている。

### マメイヌツゲ（マメツゲ）
品種のマメイヌツゲ（マメツゲともいう。学名 I. crenata f bullata）は、葉の表側がふくらんで反り返るもので、園芸用に栽培される。丸く刈り込まれたものがよく見かけられる。

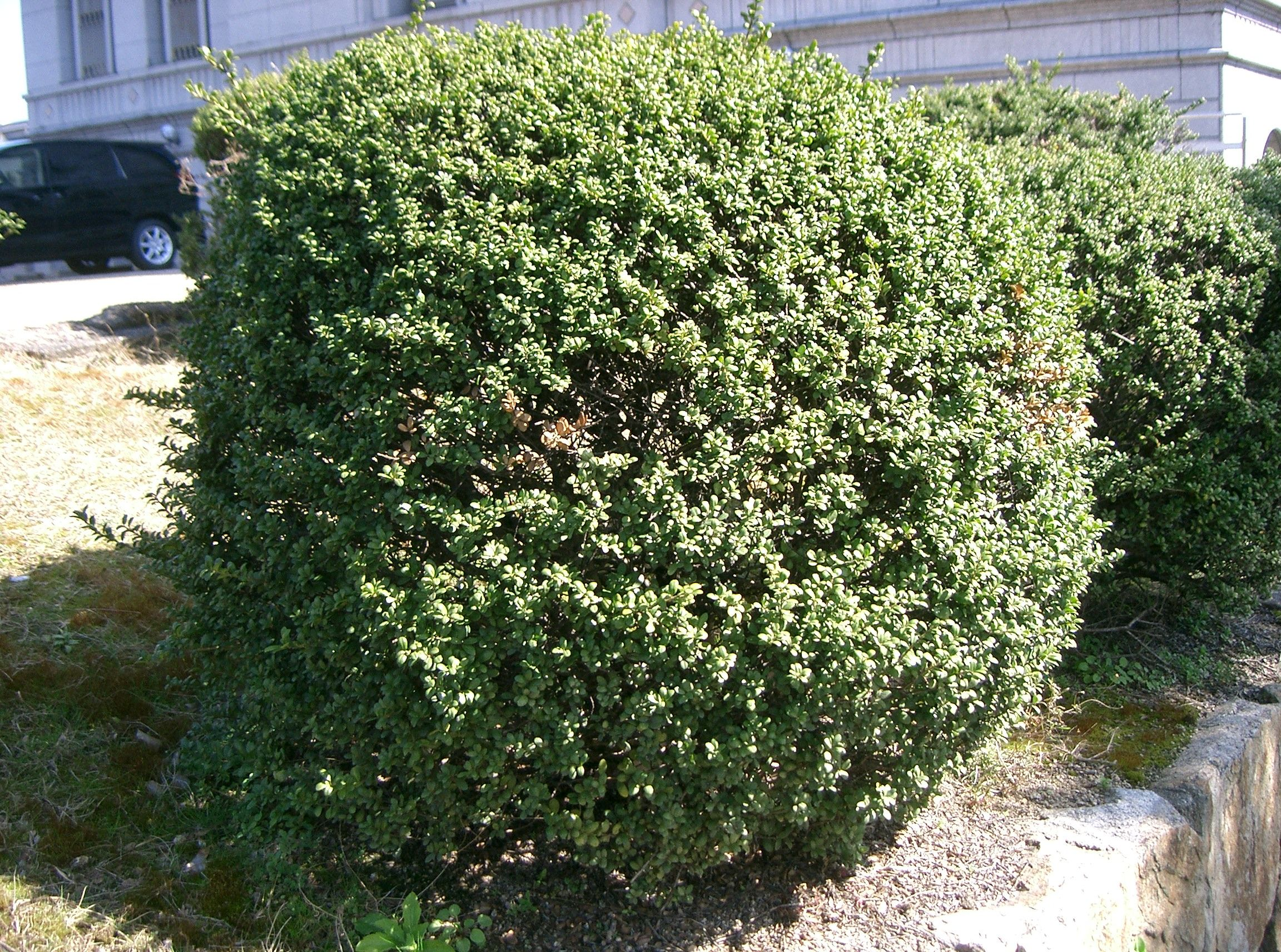
マメイヌツゲ（丸く刈り込まれたもの）
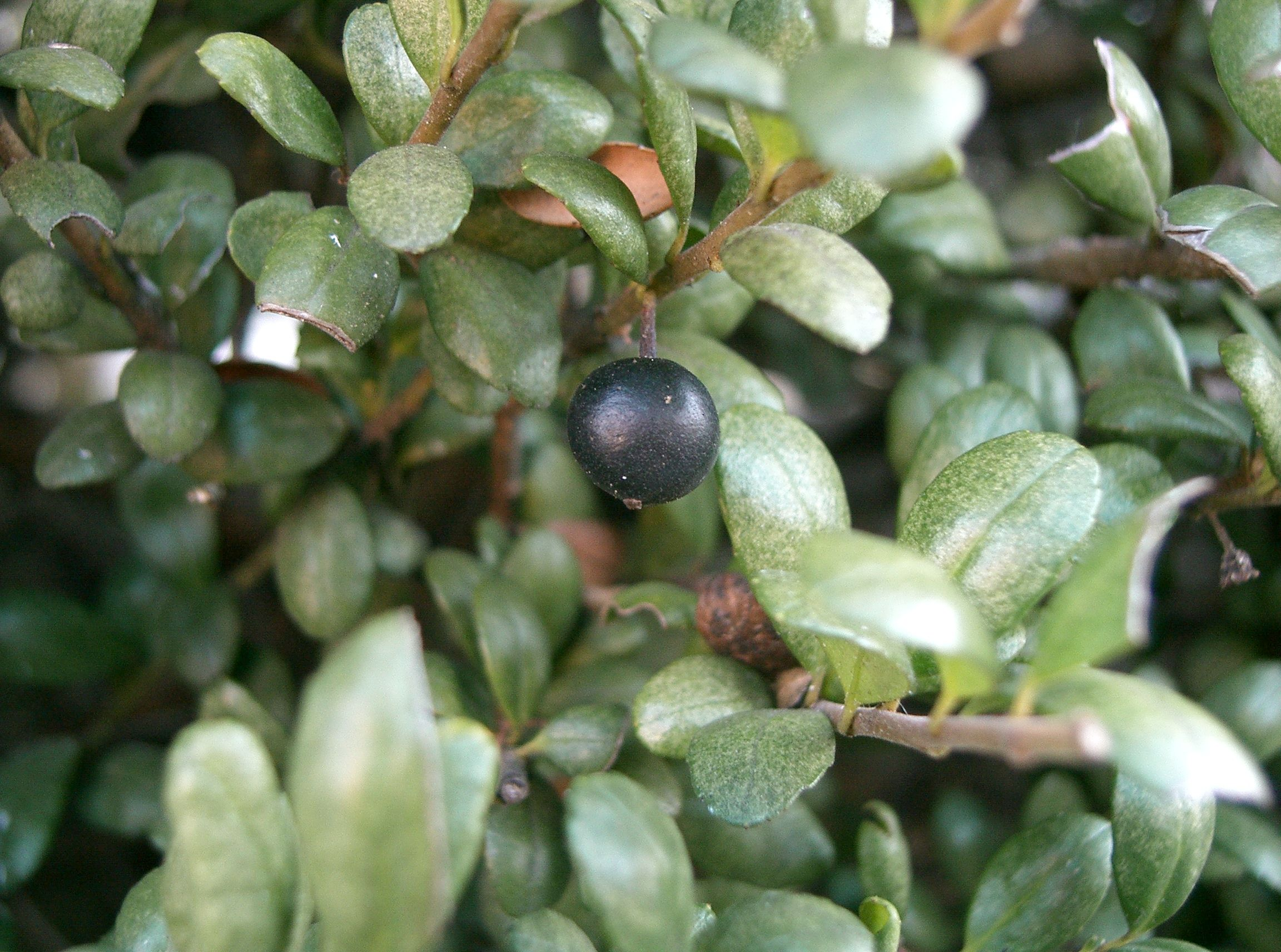
マメイヌツゲの果実

## 利用
高木であるが刈り込みに強く、よく生け垣や庭木、道路緑化など植え込みにふつうに使われる。材は細工物などに使われる。モチノキ同様に樹皮から鳥もちがとれ、モチノキから得たものがシロモチやホンモチと呼ぶのに対し、イヌツゲから得たものをアオモチという。
また、イカカゴ漁において利用され、カゴにイヌツゲの枝葉を結びつけて海に入れることで、イカ(コウイカ)が枝葉に卵を産みつけにくる。そのため、福岡県新宮町相島などでのコウイカ漁においてよく利用されており、イヌツゲのことを通称「イカシバ」と呼んでいる。